# Frank Dickens
Frank William Huline Dickens (Londra, 9 dicembre 1931 – 8 luglio 2016) è stato un fumettista, scrittore e sceneggiatore britannico.

## Biografia
Pubblicò i suoi primi disegni in Francia, sul settimanale Paris Match, trovandosi a Parigi per il Tour de France essendo Dickens un appassionato di ciclismo e che per un certo periodo aspirò a diventare ciclista professionista. Considerato «uno dei più famosi cartoonists della cosiddetta nuova scuola inglese, (...) si è fatto apprezzare per il suo feroce sarcasmo contro il sistema e i condizionamenti imposti dalla società dei consumi». La sua striscia più famosa, Bristow, apparsa in Italia nel 1966 su Linus, ha avuto a volte l'onore della copertina, solitamente dedicata ai personaggi di Charles M. Schulz, come per esempio nel settembre 1969, dove l'impiegato in bombetta, presente anche nella Quarta di copertina, batteva i pugni contro il muro esclamando: «Voglio una copertina».

## Stile
Definito in un articolo il Dickens odierno, l'humour di Frank in Bristow è abbastanza nero, tanto che «viene da domandarsi se soltanto per caso (...) si chiami Dickens, giacché il suo protagonista sembra discendere in linea diretta dal signor Pickwick o dallo sfortunato e bonario signor Macawber (...)» anche se, «più accomodante e meno tormentato dei suoi antenati (...) intinge la penna in una mistura pochissimo esplosiva». Il suo stile è da inserire in quella che è stata «la cosiddetta nuova scuola inglese del cartoon, che in effetti si compone di una somma abbastanza eterogenea di giovani talenti» tra i quali vengono citati John Glashan, (...), Gerald Scarfe e Ralph Steadman.

## Opere
La sua prima striscia, pubblicata dal Sunday Times nel 1960 fu Oddbod, ma quella che gli diede notorietà fu Bristow, uscita un anno dopo, e che di Oddbod è uno spin-off. Bristow è un impiegato scansafatiche, ma vincente grazie anche al suo ottimismo.
Altre strisce sono Albert Herbert Hawkins, Patto, Lucy Lanzarote, Teddy Pig, Panto.
Dickens è stato per otto volte nominato fumettista dell'anno in Gran Bretagna dal Cartoonist Club of Great Britain.
Tra le sue opere si possono contare anche 12 libri illustrati per bambini, racconti e romanzi gialli.
Alla sua attività di fumettista e illustratore ha affiancato quella di sceneggiatore radiofonico e televisivo, oltre che di musical.
Vissuto fra Camden Town e l'Algarve, Dickens è morto l'8 luglio 2016 dopo una lunga malattia.